# Semitaspongia incompacta
Semitaspongia incompacta är en svampdjursart som beskrevs av Cook och Patricia R. Bergquist 2000. Semitaspongia incompacta ingår i släktet Semitaspongia och familjen Thorectidae.
Artens utbredningsområde är havet kring Nya Zeeland. Inga underarter finns listade i Catalogue of Life.